# Вільнюський саміт Східного партнерства
Вільнюський саміт східного партнерства — дводенний саміт ініціативи Євросоюзу «Східне партнерство», відбувся 28—29 листопада 2013 року в Вільнюсі, Литва. Під час саміту було проаналізовано прогрес, досягнутий з часів проведення Варшавського саміту.

## Перебіг подій
У саміті взяли участь всі лідери країн «Східного партнерства»: президент Азербайджану Ільхам Алієв, Вірменії Серж Саргсян, Грузії Георгій Маргвелашвілі, прем'єр-міністр Молдови Юріє Лянке, президент України Віктор Янукович; міністр закордонних справ Білорусі Володимир Макей.
Європейський Союз представляли: президент Європейської ради Герман ван Ромпей, президент Єврокомісії Жозе Мануел Баррозу, президент Європарламенту Мартін Шульц, верховний представник ЄС з питань зовнішньої політики і безпеки Кетрін Ештон, комісари ЄС з питань розширення та європейської політики сусідства і торгівлі Штефан Фюле та Карел де Гюхт.
На саміті Грузія і Молдова парафували угоди про асоціацію з ЄС.

## Підсумки
За результатами саміту була прийнята Вільнюська декларація із закликом до пострадянських країн Східної Європи та Закавказзя до проведення ширших політичних, соціальних і економічних реформ, а також із закликом до Росії поважати вибір цих країн, щодо європейської інтеграції.
У підсумковій декларації декілька разів окремо згадувалася Україна. Зокрема, там зазначалося, що учасники саміту відзначили «безпрецедентну громадську підтримку політичної асоціації і економічної інтеграції України з ЄС».